# Форт Лесли Макнейр
Форт Лесли Макнейр (англ. Fort Lesley J. McNair) — одна из военных баз армии США, которая расположена на краю полуострова Базард-Пойнт на слиянии рек Потомак и Анастоия в федеральном округе Колумбия. Форт был основан в 1791 году, как Вашингтонский арсенал, существует более 200 лет и является третьим по продолжительности эксплуатации среди военных баз США после Вест-Пойнта (Вест-Пойнта) из Военной академией и Карлайл-Барракс с Военным колледжем армии США. Форт носит имя американского генерала Лесли Макнейр, погибшего в годы Второй мировой войны.